# Aeroportul Internațional Katowice
Aeroportul Internațional Katowice (IATA: KTW, ICAO: EPKT) este un aeroport din Pyrzowice⁠(d), Gmina Ożarowice⁠(d), Tarnowskie Góry county⁠(d), Voievodatul Silezia, Polonia ce deservește zona Katowice. Aeroportul a fost tranzitat în 2023 de 5.297.247 de pasageri. A fost deschis în 1966 și numit după zona deservită.
Situat la o altitudine de 303 m, aeroportul dispune de 1 pistă.

## Infrastructură

### Piste
Aeroportul dispune de o singură pistă. Pista are orientarea 09/27.